# Андреевка (приток Шани)
Андреевка — река в России, протекает по Медынскому району Калужской области. Правый приток реки Шаня.
Исток реки располагается к северо-западу от деревни Прокшино, устье — к юго-востоку от Прокшино. Длина реки составляет 2,35 км.